# Station Østervrå
Station Østervrå was een station in Østervrå, Denemarken en lag aan de lijnen Hjørring - Hørby en Vodskov - Østervrå.